# Kamenitza
Kamenitza (Bulgariska: Каменица) är en av de största ölsorterna i Bulgarien med sitt säte i staden Plovdiv.
Kamenitza grundades 1881 och är sedan 2006 ägt av InBev.
Kamenitza har en 18 procentig andel av den totala ölmarknaden i Bulgarien.enligt uppgifter från ACNielsen. Bolaget är sponsor för det bulgariska fotbollslandslaget.